# Nancy Hitschfeld
Nancy Hitschfeld Kahler (Puerto Octay, 20 de noviembre de 1960) es una académica, ingeniera en computación e investigadora chilena experta en las áreas de Mallas Poligonales, Computación en GPU, ciencia e ingeniería computacional y participación de mujeres en STEM.  Actualmente es profesora titular del Departamento de Ciencias de la Computación de la Universidad de Chile.

## Biografía
Nació en la comuna de Puerto Octay, Región de Los Lagos, Chile. Estudió en el Colegio Santa Marta de Osorno. Motivada por su interés en la astronomía, decidió trasladarse de ciudad y estudiar Plan común en la Universidad de Chile. La idea de especializarse en computación empezó después de un curso programación en el primer año de universidad, al encantarse con la idea de dar instrucciones a una máquina y la rapidez de sus respuestas. 
Realizó sus estudios de pregrado y máster en la Universidad de Chile en Ingeniería en computación. Su doctorado lo realizó en Ciencias Aplicadas/Técnicas en la Escuela Politécnica Federal de Zúrich - ETH, Suiza.

## Carrera Profesional
Fue la primera académica mujer contratada en el Departamento de Computación de la Universidad de Chile. Actualmente es profesora titular del Departamento de Ciencias de la Computación de la misma universidad, donde dicta ramos como: Análisis y Uso de Algoritmos Geométricos, Computación en GPU, Geometría Computacional, Modelación y Computación Gráfica para ingenieros, Metodologías de Diseño y Programación. 
En su rol como docente ha guiado a decenas de estudiantes en sus memorias y tesis de pregrado y postgrado, especialmente en temas como Computación Gráfica y GPU.
Entre los años 2013 y 2016 fue presidenta de la Comisión de Género y Desarrollo Académico de la Facultad de Ciencias Físicas y Matemáticas de la Universidad de Chile. Desde el cargo impulsó la iniciativa del Programa de Ingreso prioritario de Equidad de Género (PEG), que entró en vigencia el 2014 y creó un cambió favorable en el aumento de ingresos y postulaciones de mujeres a la carrera de Plan Común de Ingeniería de la Universidad de Chile.
Es una de las gestoras de la Red Adelina Gutiérrez, agrupación de profesoras de la Facultad de Ciencias Físicas y Matemáticas, que comenzó a alzar la voz sobre una serie de obstáculos que les impedía desarrollar sus carreras académicas en las mismas condiciones que los hombres. La agrupación nació ante la necesidad de atraer a más mujeres a la Ciencia e Ingeniería, tomando en cuenta las complicaciones que hay para las académicas de subir en la jerarquía académica, además de la poca relevancia hacia el trabajo de mujeres en el mundo académico. Asimismo, la red abordó diversas problemáticas como la educación sexista, periodos inactivos de investigación por pre y posnatal, falta de representación en la toma de decisiones, etc. El grupo ayudó a incrementar el número de mujeres en cargos docentes de la facultad, impulsando el Programa de Ingreso Prioritario de Equidad de Género (PEG) y la creación de la Dirección de Diversidad y Género (DDG).

## Distinciones
La académica ha recibido numerosos reconocimientos por su carrera tanto en Chile como a nivel global:

### Nacionales
Ha sido elegida en dos oportunidades como Mejor Docente del Departamento de Ciencias de la Computación de la Facultad de Ciencias Físicas y Matemáticas de la Universidad de Chile, en 2007 y 2011 específicamente.
En 2015 recibió el premio Reconocimiento a la Investigación, Innovación y Creación Artística durante el aniversario n.º 174 de la Universidad de Chile, a partir de la publicación ISI-WOS 2015 titulada Parallel family tree for transfer matrices in the Potts model. La investigación fue publicada en la revista Computer Physics Communications y se ubicó en el 6% superior durante el año 2015.
Fue miembro del Programa Ciencia de Frontera de la Academia Chilena de Ciencias entre los años 2004 y 2006. También ha sido invitada en diversas oportunidades a presentar sus trabajos en "Lo mejor de lo nuestro, Jornadas Chilenas de la Computación".

### Internacionales
En 2016 obtuvo el reconocimiento como NVIDIA GPU Research Center.
En 2014 obtuvo la distinción "Best Nvidia Paper Award", en el marco del encuentro "HPCC 2014 IEEE International Conference in High Performance Computing  and Communications". El artículo premiado se denomina GPU maps for the space of computation in triangular domain problems.
En 2011 fue galardonada con el "Technicolor Best Student Paper Award" por la autoría del artículo Animation of generic 3d head models driven by speech.
Ganó "The Ron Halmshaw Award" al mejor artículo del año 2005 de la revista ISI Insight, gracias a su trabajo Simulation of defects in aluminium castings using CAD models of flaws and real X-ray images.

## Publicaciones
Nota: Esta es una lista de los trabajos científicos más citados de la investigadora; para revisar el listado completo revise el perfil de la investigadora en Google Scholar.
- Navarro, C. A., Hitschfeld-Kahler, N., & Mateu, L. (2013b). A Survey on Parallel Computing and its Applications in Data-Parallel Problems Using GPU Architectures. Communications In Computational Physics, 15(2), 285-329. https://doi.org/10.4208/cicp.110113.010813a . Consultado el 15 de noviembre del 2024.
- Chang, V., Garcia, A., Hitschfeld, N., & Härtel, S. (2017). Gold-standard for computer-assisted morphological sperm analysis. Computers In Biology And Medicine, 83, 143-150. https://doi.org/10.1016/j.compbiomed.2017.03.004 . Consultado el 15 de noviembre del 2024.
- Chang, V., Saavedra, J. M., Castañeda, V., Sarabia, L., Hitschfeld, N., & Härtel, S. (2014). Gold-standard and improved framework for sperm head segmentation. Computer Methods And Programs In Biomedicine, 117(2), 225-237. https://doi.org/10.1016/j.cmpb.2014.06.018 . Consultado el 15 de noviembre del 2024.
- Rivara, M., Hitschfeld, N., & Simpson, R. B. (2001). Terminal-edges Delaunay (small-angle based) algorithm for the quality triangulation problem. Computer-Aided Design, 33(3), 263-277. https://doi.org/10.1016/s0010-4485(00)00125-1 . Consultado el 15 de noviembre del 2024.
- Sanzana, P., Gironás, J., Braud, I., Branger, F., Rodriguez, F., Vargas, X., Hitschfeld, N., Muñoz, J., Vicuña, S., Mejía, A., & Jankowfsky, S. (2017). A GIS-based urban and peri-urban landscape representation toolbox for hydrological distributed modeling. Environmental Modelling & Software, 91, 168-185. https://doi.org/10.1016/j.envsoft.2017.01.022 . Consultado el 15 de noviembre del 2024.